# Назарезинью
Назарезинью (порт. Nazarezinho) — муниципалитет в Бразилии, входит в штат Параиба. Составная часть мезорегиона Сертан штата Параиба. Входит в экономико-статистический микрорегион Соза. Население составляет 7163 человека на 2006 год. Занимает площадь 173,244 км². Плотность населения — 41,3 чел./км².

## Статистика
- Валовой внутренний продукт на 2003 год составляет 13 930 258,00 реалов (данные: Бразильский институт географии и статистики).
- Валовой внутренний продукт на душу населения на 2003 год составляет 1931,27 реалов (данные: Бразильский институт географии и статистики).
- Индекс развития человеческого потенциала на 2000 год составляет 0,579 (данные: Программа развития ООН).